# 제84차 국제 올림픽 위원회 총회
제84차 국제 올림픽 위원회 총회는 1981년 9월 28일부터 10월 1일까지 서독 바덴바덴에서 열린 총회이다. 1988년 동계 올림픽 개최지로 캐나다의 캘거리, 1988년 하계 올림픽 개최지로 대한민국의 서울특별시로 발표되었다.

## 1988년 동계 올림픽 개최지 투표
1981년 9월 29일(현지시각 기준) IOC에서 1988년 동계 올림픽 개최지를 투표했다. 2차 투표 후에 캘거리가 개최지로 발표되었다.

## 1988년 하계 올림픽 개최지 투표
1981년 9월 29일(현지시각 기준) IOC에서 1988년 하계 올림픽 개최지를 투표했다. 서울특별시가 개최지로 발표되었다.